# Psylliodes elegans
Psylliodes elegans är en skalbaggsart som beskrevs av Horn 1889. Psylliodes elegans ingår i släktet Psylliodes och familjen bladbaggar. Inga underarter finns listade i Catalogue of Life.